# Dioon

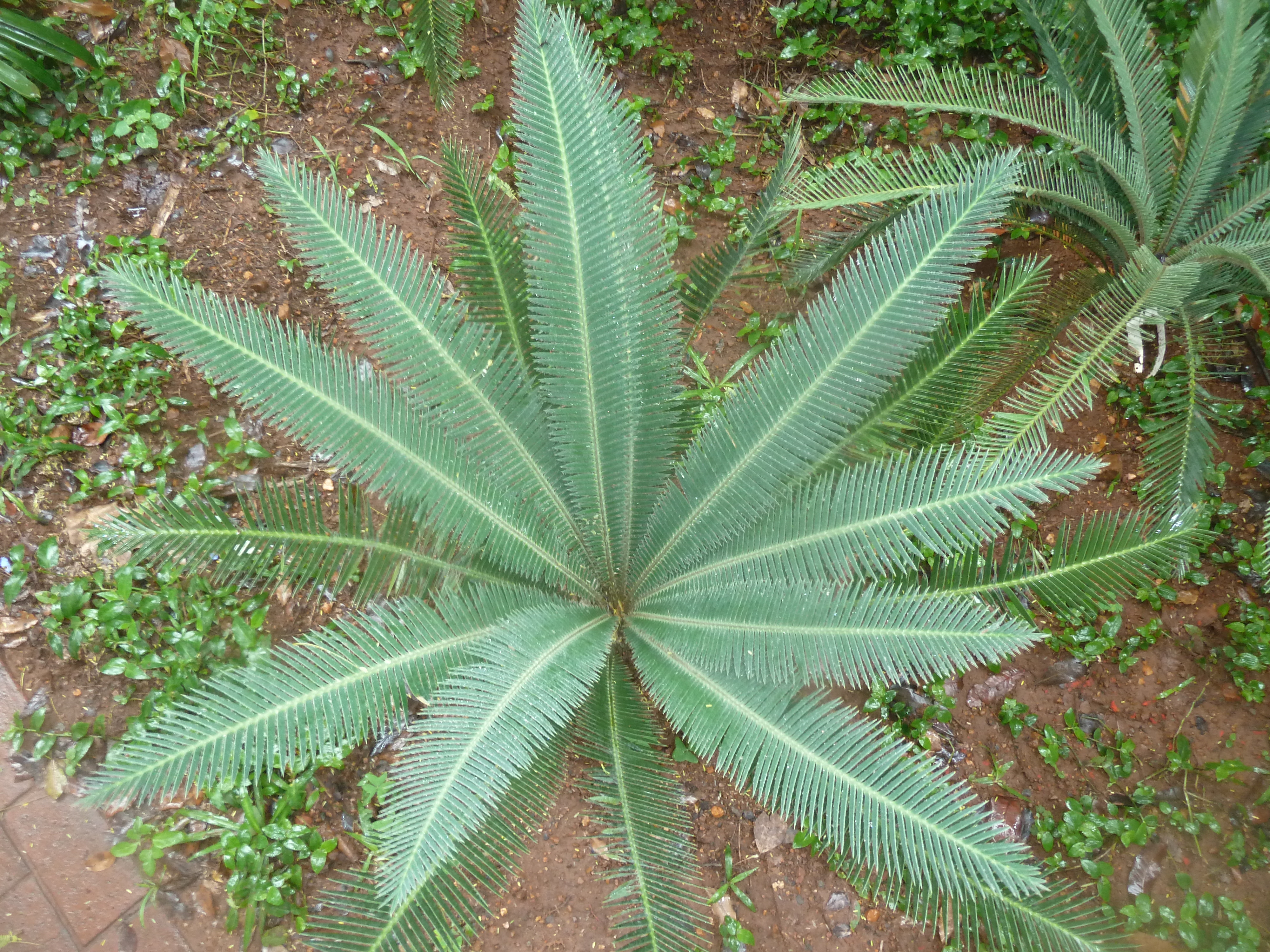
Dioon califanoi

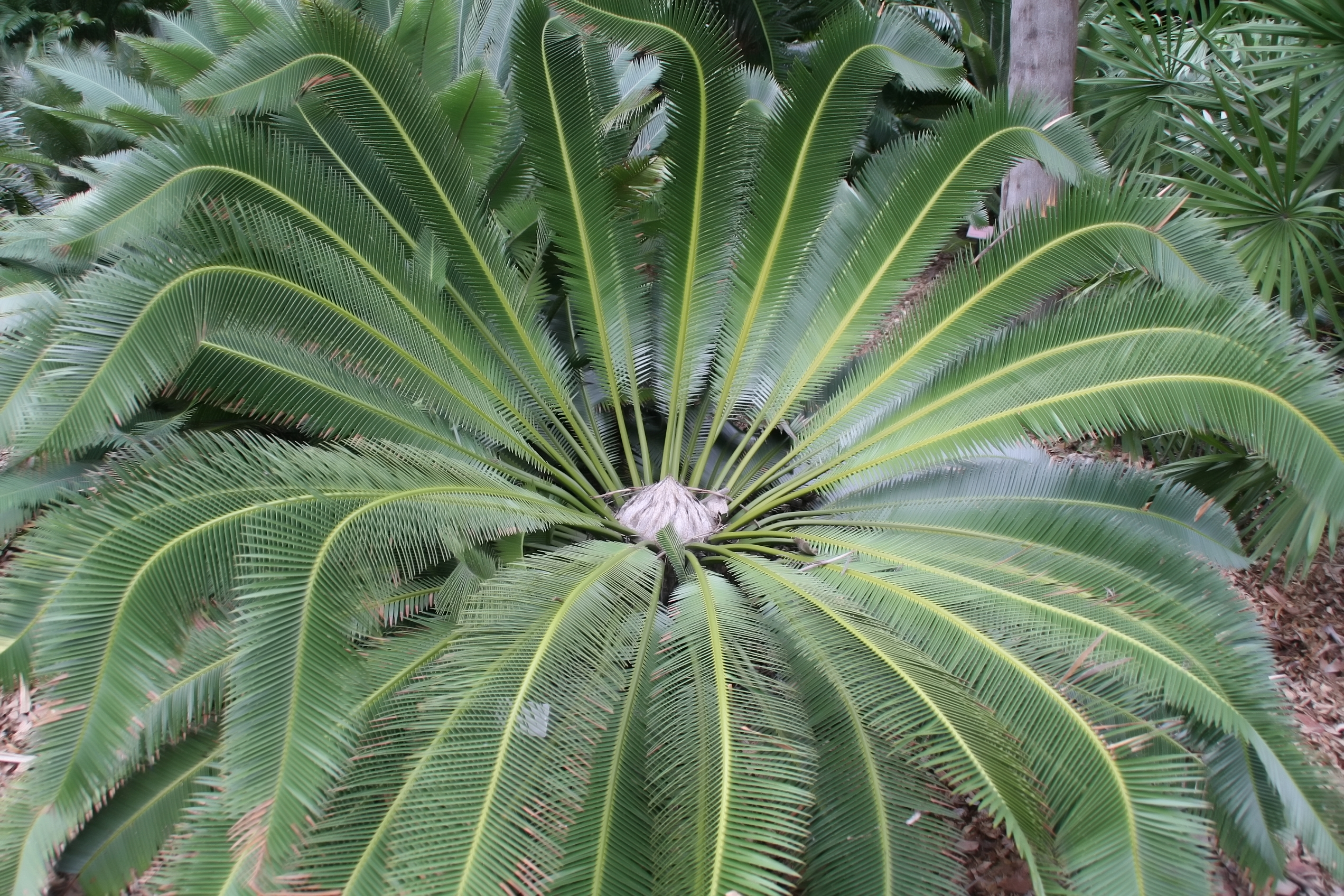
Dioon holmgrenii

Dioon, głąbiec (Dioon Lindl.) – rodzaj roślin z rodziny zamiowatych (Zamiaceae) z klasy sagowcowych. Obejmuje 13–16 gatunków. W większości rosną w Meksyku, tylko Dioon pectinatum występuje dalej na południu – w Hondurasie. Rośliny te zasiedlają na ogół miejsca suche i skaliste, niektóre spotykane są na pustyniach, nieliczne w formacjach leśnych. Występują od poziomu morza po góry, na wysokościach przekraczających 2100 m n.p.m. Większość to gatunki dość rzadkie, do częściej spotykanych należy dioon jadalny Dioon edule. Cechują się wolnym wzrostem (nawet poniżej 1 mm rocznie), rzadkim tworzeniem organów generatywnych i ich powolnym dojrzewaniem. Liczba chromosomów wynosi 2n = 18.
Znaczenie użytkowe ma dioon jadalny, którego nasiona są spożywane. Różne gatunki uprawiane bywają jako ozdobne rośliny ogrodowe, niewymagające przy tym specjalnej opieki (uprawiane są w ciepłym klimacie – tolerują tylko niewielki mróz, przy czym i on skutkować może utratą liści).
Wszystkie gatunki ujęte są w załączniku do Konwencji CITES, co ograniczyło ich pozyskiwanie i wywożenie poza granice Meksyku. Problemem jest jednak ich rosnąca popularność w ogrodnictwie meksykańskim. Dużym zagrożeniem jest też niszczenie naturalnej roślinności i siedlisk tych roślin (stąd spotykane bywają miejscami już tylko w głębokich wąwozach i na stromych zboczach) oraz praktyka ścinana wierzchołków pędów i stosowania tak pozyskanych pióropuszy liści jako ozdoby stołów. Kilka gatunków jest silnie zagrożonych z powodu bardzo nielicznego występowania (np. D. califanoi i D. caputoi). 

## Morfologia

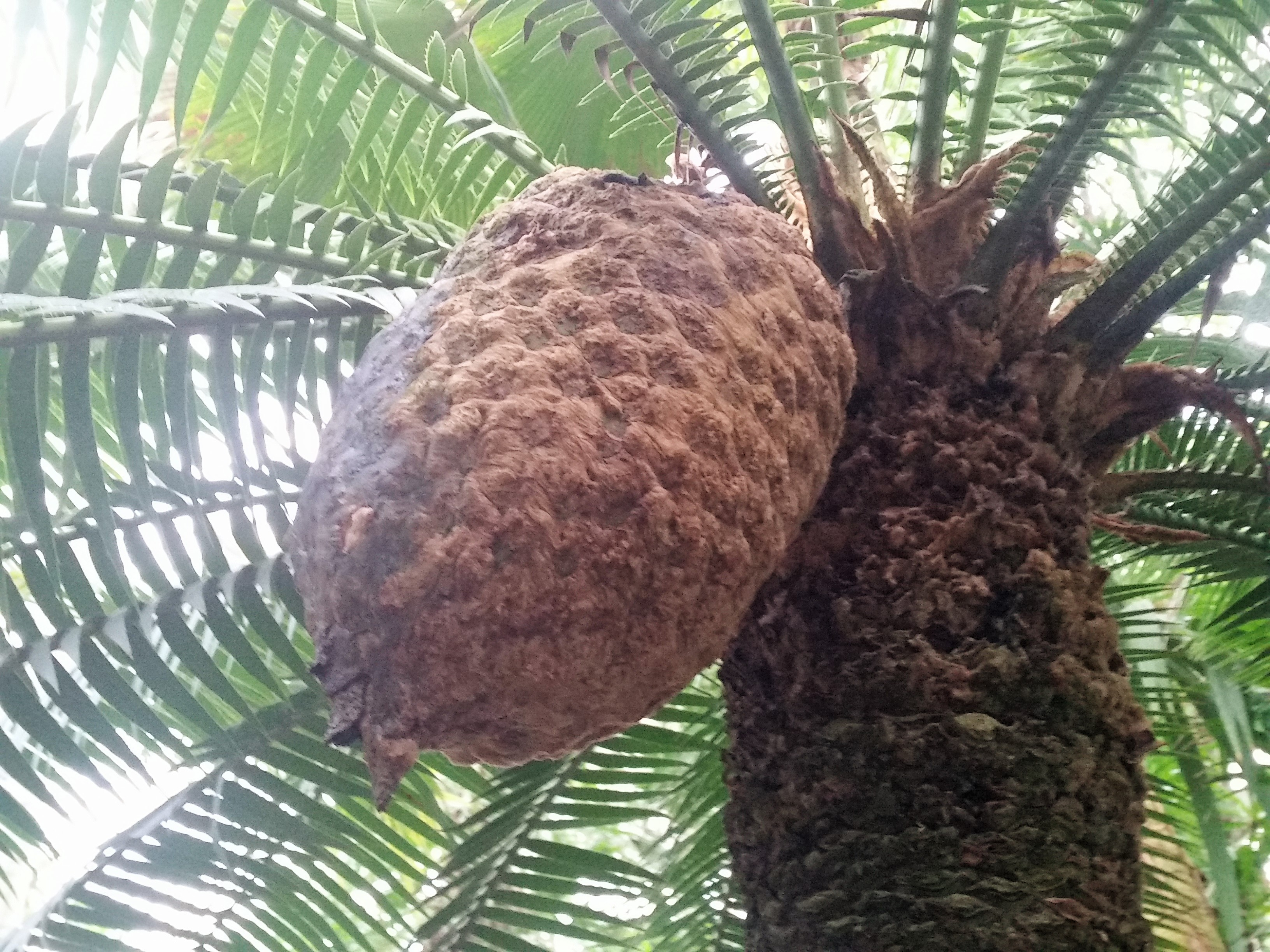
Dioon spinulosum

PokrójRośliny o pojedynczym pniu osiągającym w przypadku Dioon spinulosum maksymalnie do 15 m wysokości (według niektórych źródeł nawet do 18 m), aczkolwiek za stare i duże rośliny uznaje się już te osiągające do ok. 10 m. Inne gatunki są niższe. Średnica pnia wynosi do 30 cm u D. spinulosum i do 15 cm u innych gatunków. U dioona jadalnego i gatunków z nim blisko spokrewnionych pień nierzadko pokłada się i jest wężowato powyginany. Pień pokryty jest trwałymi nasadami liści i gęsto omszony.
LiścieZróżnicowane na liście łuskowate i asymilacyjne. Liście asymilacyjne wyrastają skrętolegle na szczycie pędu, tworząc na nim pióropusz. Są pierzasto, pojedynczo złożone. Osiągają zazwyczaj od 1 do 2 m długości i od 7,5 do 20 cm szerokości. U większości gatunków są proste i sztywne, rzadziej są bardziej giętkie i w efekcie łukowato wygięte. Barwa liści jest sinozielona do zielonej, matowa do błyszczącej. Listki u części gatunków są względem osi liścia płasko rozpostarte, u innych mniej lub bardziej wzniesione. Listki są całobrzegie (większość gatunków ze wschodnich wybrzeży Meksyku) lub są na szczycie ząbkowane lub kolczaste (wszystkie występujące wzdłuż zachodniego wybrzeża Meksyku). Poszczególne liście utrzymują się na ogół przez ok. cztery lata i zwykle na roślinach jest ich kilkanaście. U niektórych wolno rosnących gatunków kolejny liść rozwija się co dwa–trzy lata.
Organy zarodnionośneDioony są roślinami dwupiennymi.
Mikrospory powstają w mikrosporangiach mających kształt kulisty i powstających w dużej liczbie na dolnej stronie mikrosporofili. Te łuskowate męskie liście zarodnionośne zebrane są po kilka w szyszkowaty mikrostrobil. Mikrosporofile są owłosione, przynajmniej w górnej (dystalnej) części (stąd owłosiony w różnym stopniu jest też mikrostrobil). Mikrostrobil tworzy się nieregularnie i osiąga u różnych gatunków od ok. 10 cm do 45 cm długości. Dojrzałe mikrostrobile wabią owady przenoszące pyłek (mikrospory) stęchłym zapachem i podwyższoną temperaturą (nawet o 10°C względem otoczenia).
Zalążki rozwijają się parami w bocznej pozycji na makrosporofilach (żeńskich liściach zarodnionośnych). W nawiązaniu do tego, że z zalążków rozwijają się pary okazałych nasion powstała nazwa rodzajowa – od greckich słów oznaczających „dwa jajka”. Liście zarodnionośne tworzą szyszkowaty makrostrobil kształtu jajowatego lub nieco walcowatego, silnie owłosionego, u niektórych gatunków z wyjątkiem dolnej części. Makrostrobil rozwija się zwykle co 3–4 lata. Szyszki żeńskie należą u tego rodzaju do największych w klasie sagowców, osiągając do 80 cm wysokości i 30 cm średnicy.

## Systematyka
Pozycja systematyczna
Rodzaj z rodziny zamiowatych (Zamiaceae) stanowiącej grupę siostrzaną względem sagowcowatych Cycadaceae z klasy sagowcowych Cycadopsida.
Rodzaj sytuowany jest w pozycji bazalnej w grupie obejmującej poza tym rodzaje: Lepidozamia, zgłowień Encephalartos, makrozamia Macrozamia i Bowenia. 
Różnicowanie gatunków w obrębie rodzaju nastąpiło w wyniku szybko następującej specjacji allopatrycznej na początku kenozoiku.
Wykaz gatunków
- Dioon angustifolium Miq.
- Dioon argenteum T.J.Greg., Chemnick, Salas-Mor. & Vovides
- Dioon califanoi De Luca & Sabato
- Dioon caputoi De Luca, Sabato & Vázq.Torres
- Dioon edule Lindl. – dioon jadalny
- Dioon holmgrenii De Luca, Sabato & Vázq.Torres
- Dioon merolae De Luca, Sabato & Vázq.Torres
- Dioon pectinatum Mast.
- Dioon planifolium Salas-Mor., Chemnick & T.J.Greg.
- Dioon purpusii Rose
- Dioon rzedowskii De Luca, A.Moretti, Sabato & Vázq.Torres
- Dioon sonorense (De Luca, Sabato & Vázq.Torres) Chemnick, T.J.Greg. & Salas-Mor.
- Dioon spinulosum Dyer ex Eichl.
- Dioon stevensonii Nic.-Mor. & Vovides
- Dioon tomasellii De Luca, Sabato & Vázq.Torres
- Dioon vovidesii Gut.Ortega & Pérez-Farr.